# South West Delhi
South West Delhi är ett distrikt i Indien.   Det ligger i delstaten National Capital Territory of Delhi, i den norra delen av landet, 17 km väster om huvudstaden New Delhi. Antalet invånare är 2 292 958. Arean är 395 kvadratkilometer. South West Delhi gränsar till Jhajjar.
Terrängen i South West Delhi är platt.